# محوطه حسین‌آباد
محوطه حسین‌آباد مربوط به دوران‌های تاریخی پس از اسلام است و در شهرستان آبیک، روستای فالیزان واقع شده و این اثر در تاریخ ۱۲ بهمن ۱۳۸۱ با شمارهٔ ثبت ۷۲۹۶ به‌عنوان یکی از آثار ملی ایران به ثبت رسیده است.